# ريجنالد إتش. فيليبس
ريجنالد إتش. فيليبس هو سياسي أمريكي، ولد في 1953. نشط حزبياً في الحزب الجمهوري. وقد انتخب عضو مجلس نواب إلينوي ‏.